# Promethichthys prometheus
Promethichthys prometheus és una espècie de peix pertanyent a la família dels gempílids i l'única del gènere Promethichthys.

## Descripció
- Pot arribar a fer 100 cm de llargària màxima (normalment, en fa 40).
- Cos oblong, comprimit, moderadament allargat i totalment recobert amb escates petites a partir dels 20-25 cm de longitud.
- El seu color varia entre el grisenc i el marró coure. Les aletes són negroses a partir dels 40 cm de longitud del peix i groguenques amb els extrems negres si és inferior a aquesta mida.
- Les cavitats bucal i branquial són negres.
- La mandíbula inferior sobresurt lleugerament més que la superior.
- Boca amb dents semblants a ullals.
- 18-20 espines i 17-20 radis tous a l'aleta dorsal i 2-3 espines i 15-17 radis tous a l'anal.
- No té espines lliures abans de l'aleta anal.
- Aleta pelviana reduïda a una espina, la qual és absent completament en aquells espècimens de més de 40 cm de llargada.
- Una única línia lateral.[3][4][5][6]

## Reproducció
Té lloc durant l'agost i el setembre a prop de Madeira, tot i que és probable que sigui durant tot l'any en aigües càlides. Les larves i els ous són pelàgics.

## Alimentació
Menja peixos, cefalòpodes i crustacis.

## Depredadors
A les illes Hawaii és depredat per Alepisaurus ferox i a Madagascar pel tauró d'aletes platejades (Carcharhinus albimarginatus).

## Hàbitat
És un peix marí, oceanòdrom, bentopelàgic i de clima subtropical que viu entre 80 i 800 m de fondària (normalment, entre 300 i 400) als talussos continentals, al voltant de les illes oceàniques i a les elevacions submarines, i entre les latituds 50°N-36°S i 180°W-180°E.

## Distribució geogràfica
Es troba a les aigües tropicals i temperades càlides de tots els mars i oceans, incloent-hi Madeira, les illes Açores i la mar Cantàbrica. Hom creu que és absent del Pacífic oriental.

## Observacions

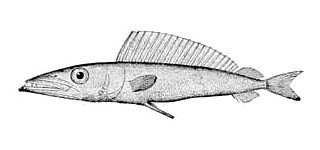
Il·lustració dOceanic Ichthyology, publicada el 1896.

És apreciat entre els afeccionats a la pesca esportiva, encara que n'hi ha informes d'intoxicacions alimentàries per ciguatera.